# Cristina-Emanuela Dascălu
Cristina-Emanuela Dascălu (n. 20 mai 1969 Târgu Neamț, România)  este o scriitoare, poetă, critic literar, cercetător științific, profesor universitar și om politic român. Este membră a Uniunii Scriitorilor din România, a Uniunii Ziariștilor Profesioniști din România, a PEN International, precum și membră corespondentă a Academiei Române. Din 2024, este deputat în Parlamentul României din partea partidului Alianța pentru Unirea Românilor (AUR), unde deține funcția de Vicepreședinte al Comisiei pentru învățământ și este membră în Comisia pentru politică externă. Este, de asemenea, președinte al Grupului parlamentar de prietenie cu Australia, secretar al grupului parlamentar de prietenie cu Regatul Bahrain și membră a grupului de prietenie cu Armenia.  

## Carieră profesională

### Educație și formare
Cristina-Emanuela Dascălu s-a născut într-o familie de intelectuali cu tradiții culturale. A urmat cursurile Facultății de Litere, secția Engleză-Română, la Universitatea „Alexandru Ioan Cuza” din Iași, unde a absolvit cu media 10, ca șefă de promoție națională, beneficiind de bursă națională de merit. A obținut Licența (summa cum laude) în Filologie englez–română în 1993, iar în anul următor a finalizat un master în Studii Europene la Universitatea Central Europeană (Praga). 
Abordarea sa de formare a fost marcată de interdisciplinaritate, îmbinând literatura, filosofia, antropologia culturală și științele sociale. A fost olimpică națională la mai multe discipline și a câștigat numeroase concursuri literare în adolescență și tinerețe. 
În 1996 și 1997 a obținut două diplome de master la Pittsburg State University – primul în Comunicare, apoi în limbă și literatură engleză și americană – ambele cu calificativul summa cum laude, pe burse de merit integral. 
A urmat ulterior un doctorat interdisciplinar în SUA, în domeniile filologie, filosofie, științe umaniste și științe sociale, fiind bursieră a unor fundații internaționale de prestigiu. Între 1997 și 2006 a fost doctorandă la Universitatea din Tulsa, unde și-a susținut doctoratul (summa cum laude) în literatură americană. În 2020 a obținut un master în drept și administrație publică Europeană la Universitatea “Danubius” din Galați.

## Carieră academică
Cristina-Emanuela Dascălu este profesor universitar cu o carieră internațională, recunoscută pentru contribuțiile sale în literatura engleză, studii postcoloniale, relații internaționale, comunicare interculturală și jurnalism. A ocupat funcții de conducere în învățământul superior din România, Italia, Republica Moldova și Statele Unite. La Universitatea Apollonia din Iași a fost prorector pentru relații internaționale, dezvoltând colaborări academice cu peste 20 de țări.
Și-a început cariera universitară în Statele Unite ca asistent universitar și lector la Pittsburg State University și University of Tulsa, unde a coordonat relațiile cu studenții internaționali și a colaborat cu publicații de prestigiu precum James Joyce Quarterly. În 2009 a devenit conferențiar universitar la Universitatea Apollonia din Iași, în cadrul Facultății de Științe ale Comunicării (ulterior Științe Aplicate și Comportamentale). A deținut funcțiile de decan (2009–2011), prorector pentru relații internaționale (2012–2015) și președinte al Senatului Universitar (2014), precum și pe cea de director adjunct fondator al Institutului de Limbi Moderne “Apollonia”.
Între 2015 și 2021 a ocupat poziții de profesor vizitator și funcții de conducere la o universitate din Republica Moldova, precum și la Universitatea Danubius din Galați, predând totodată la nivel preuniversitar și oferind consultanță în domeniul afacerilor europene pentru mediul corporativ și instituțional.
Este coordonatoare de teze de doctorat și mentor pentru generații întregi de tineri cercetători. A publicat peste 80 de articole în reviste de prestigiu, indexate în baze internaționale precum Web of Science, Scopus și ERIH Plus, având un indice Hirsch de 18. A condus un laborator de cercetare interdisciplinar și a participat la conferințe internaționale importante, inclusiv la ONU, Parlamentul European și Forumul Economic Mondial de la Davos.
În 2007, ea a publicat volumul în limba engleză Imaginary Homelands of Writers in Exile ("Patria imaginară a scriitorilor în exil"), la editura Cambria Press, o lucrare de critică literară care analizează operele lui Salman Rushdie, Bharati Mukherjee (1940–2017) și V. S. Naipaul (1932–2018) din perspectiva exilului, identității și apartenenței.

## Carieră politică

### Legislatura I (2024–prezent)

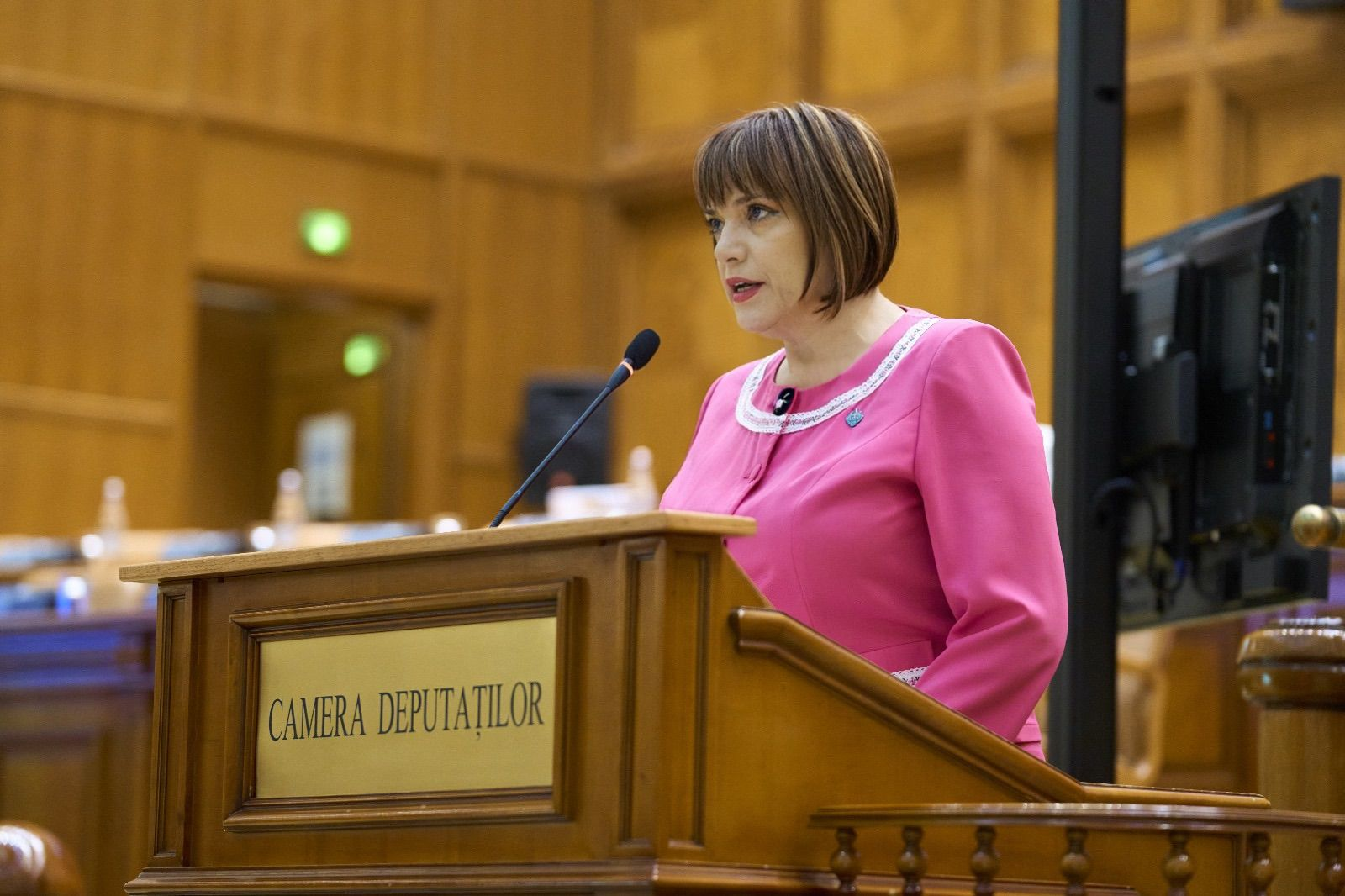
Cristina Emanuela Dascălu în Parlamentul României

Cristina-Emanuela Dascălu a intrat în politică în 2024, din dorința de a reforma sistemul educațional și de a promova valorile culturale. În urma alegerilor parlamentare din 2024 desfășurate pe 1 decembrie, Dascălu a fost aleasă membru al Camerei Deputaților în circumscripția nr. 24 Iași, preluând mandatul pe 21 decembrie.
Ca deputat în Parlamentul României, a devenit un model de echilibru, raționalitate și profesionalism. Este vicepreședinte al Comisiei pentru învățământ și membru al Comisiei pentru politică externă. De asemenea, este președinte al grupurilor parlamentare de prietenie pentru Australia, secretar al grupului de prietenie pentru Bahrain și membru al grupului de prietenie pentru Armenia.
A inițiat proiecte legislative pentru:
- instituirea Zilei Naționale a Lecturii,
- promovarea limbii române,
- sprijinirea scriitorilor și artiștilor români,
- digitalizarea administrației publice.

Discursurile sale parlamentare sunt considerate exemple de retorică clasică și gândire strategică, iar contribuțiile sale au fost remarcate în mass-media: în mai 2025, Ziarul de Iași a descris-o drept „una dintre cele mai active voci din Parlament venite din zona academică”. Este adesea invitată la conferințe internaționale despre guvernanță, educație și cultură. În ceea ce privește prioritățile din circumscripția sa, Dascălu a descris Spitalul Regional de Urgență Iași, urmat de infrastructura rutieră și poluarea aerului, drept cele mai importante subiecte locale pentru dumneaei.

## Lucrări științifice importante
- Imaginary Homelands of Writers in Exile – distinsă în 2016 cu Premiul pentru cea mai bună lucrare în domeniul postcolonialismului (New York)
- Democrația în Era Digitală: Provocări și Oportunități – tradusă în 12 limbi, considerată

„lucrare fundamentală” de Foreign Affairs 
- Etica Guvernării în Societățile Pluraliste – premiată de Asociația Internațională de Științe Politice

## Carieră literară
Cristina-Emanuela Dascălu a debutat la vârsta de 11 ani în revista Ozana (1980), fiind considerată un copil-minune al literaturii. Volumele sale de poezie au fost publicate constant și traduse în peste 10 limbi (inclusiv japoneză, polonă, franceză și germană). Critici literari ca Nicolae Manolescu, Alex Ștefănescu, Ana Blandiana și Herta Müller i-au apreciat poezia ca fiind o îmbinare rafinată între introspecție metafizică și lirism existențial. 

## Activitate jurnalistică
A publicat articole de opinie, eseuri culturale și cronici literare în publicații de prestigiu precum România Literară, Dilema Veche, Observator Cultural, The Atlantic, The Economist, Foreign Policy. A colaborat cu Radio România Cultural, BBC, NPR și Deutsche Welle pentru emisiuni educaționale și culturale. 

## Volume publicate
- Schelete de cai în mișcare (1988) – Premiul pentru debut, USR
- Ploi și alte anotimpuri (1990)
- 366 de poeme pentru zile reci și mâini calde (1993)
- Arc peste timp, despre prieteni și frunze (2003) – Premiul Academiei Române
- Adorabila fiară (2009)
- Echinox sau Solstițiu (2009)
- Aici nu există nori (2014) – Premiul Internațional „Nichita Stănescu”
- Gastronomică în doi, trei și alte numerale inventate (2015)
- Passers By / Trecători (2015) – volum bilingv

Este inclusă în peste 20 de antologii internaționale. Opera sa a fost analizată în lucrări critice, studii academice și teze doctorale. 

## Premii și distincții
- - Premiul pentru cea mai bună lucrare în domeniul postcolonialismului (New York, 2016)
  - Premiul Academiei Române pentru poezie (2004)
  - Premiul „Nichita Stănescu” pentru poezie (2015)
  - Ordinul „Meritul Cultural” în grad de Cavaler (2019)
  - Medalia de Onoare – Universitatea Harvard (2018)
  - Premiul „Femeia Anului” – educație și cultură (2020)
  - Doctor Honoris Causa – Harvard, Stanford, Sciences Po Paris
  - Premiul „Distinguished Scholar” – Association for Commonwealth Literature and Language Studies (2019)

## Afilieri profesionale
- Uniunea Scriitorilor din România (din 1990)
- Uniunea Ziariștilor Profesioniști din România (din 1995)
- PEN International (din 2000)
- Academia Română – membru corespondent (din 2020)
- MATE (Moldavian Association of Teachers of English) – fost președinte
- International Association for the Study of Forced Migration – membră
- European Society for the Study of English – membră

## Aprecieri și recunoaștere
Cristina-Emanuela Dascălu este considerată un model de lider politic intelectual. A fost inclusă de The Economist în lista „50 de lideri care modelează viitorul”, iar Foreign Policy a numit-o „una dintre cele mai strălucite minți politice ale generației sale”. Intervențiile sale la Davos, ONU și Parlamentul European au fost elogiate pentru claritate și viziune. 